# Metallorganisk kemi

Ferrocen är ett exempel på en metallorganisk förening.

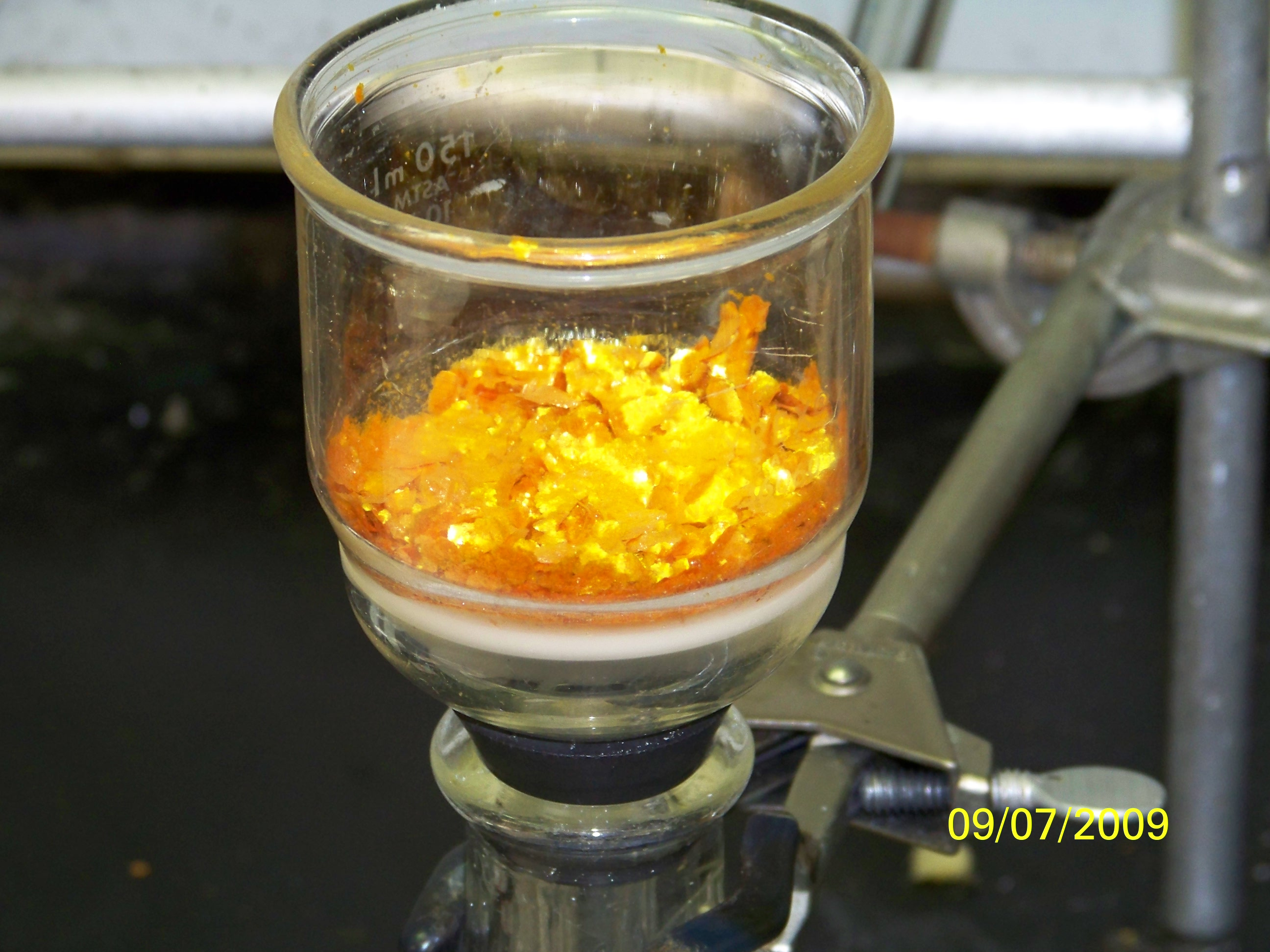
Dijärnnonakarbonyl, Fe_{2}(CO)_{9}, en metallorganisk förening.

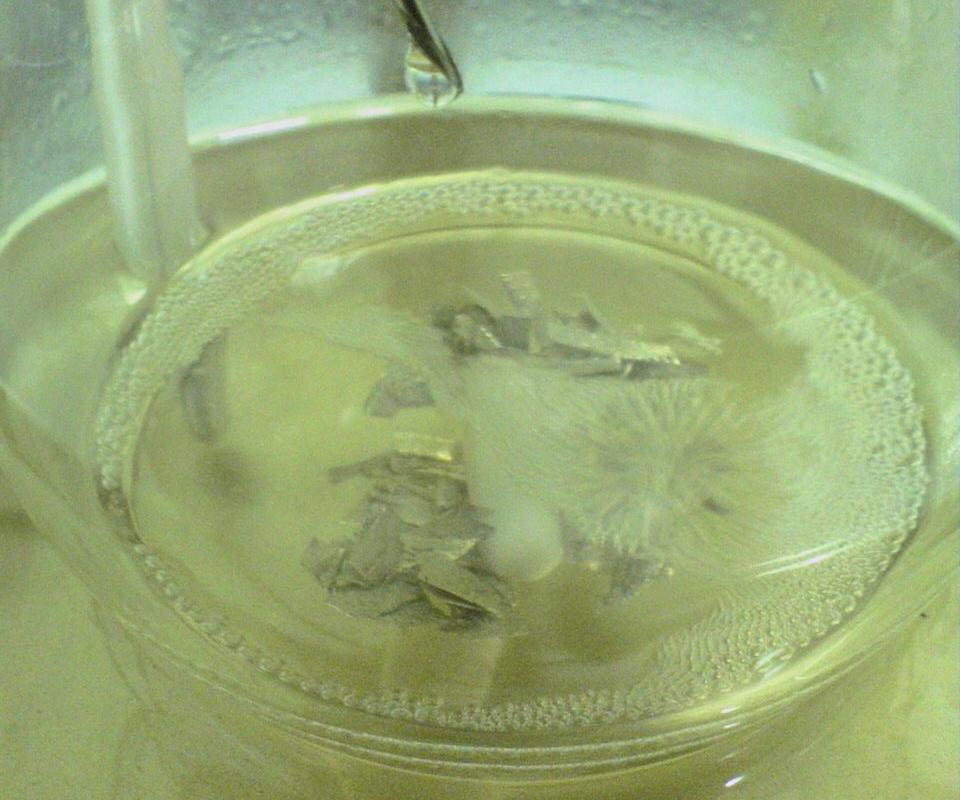
Grignardreaktion.

Metallorganisk kemi är den del av kemin som studerar kemiska föreningar som innehåller bindningar mellan kol och metaller. Metallorganisk kemi kombinerar därför aspekter av organisk kemi och oorganisk kemi.

## Olika metallorganiska föreningar
Metallorganiska föreningar med huvudgruppsmetaller och övergångsmetaller fungerar olika.
- Huvudgruppsmetaller är mer elektropositiva, vilket innebär att metall-kol-bindningen får mer drag av jonbindning, och kolkedjan fungerar som en nukleofil. Grignardreagens tillhör denna kategori.
- Övergångsmetaller är mindre elektropositiva, vilket innebär att de metallorganiska föreningarna i huvudsak uppträder som koordinationsföreningar med en central metallatom med ligander.

## Historik
Tidiga insatser inom metallorganisk kemi var Louis Claude Cadets syntes av metylarsenikföreningar besläktade med kakodyl, William Christopher Zeises eten-platina-komplex, det så kallade Zeises salt, Edward Franklands upptäckt av dimetylzink, Ludwig Monds upptäckt av tetrakarbonylnickel, och Victor Grignards magnesiumorganiska föreningar, så kallade Grignardreagens. Arbete med produkter från stenkols- och petroleumindustrin ledde till Ziegler-Natta-processen, Fischer-Tropsch-processen och oxo-syntes, som alla är metallkatalyserade processer som använder kolmonoxid, vätgas och alkener som råmaterial.
Tetraetylbly var tidigare en vanlig tillsats i bensin för att undvika knackning. På grund av blyets toxicitet används det inte längre, men ersättningsämnen har varit andra metallorganiska föreningar som ferrocen och metylcyklopentadienylmangantrikarbonyl (MMT).
Metallorganisk kemi började ses som ett eget område inom kemin under 1950-talet, efter upptäckten av ferrocen och studier av metallorganiska föreningar med övergångsmetaller. Området ansågs väl etablerat när Ernst Otto Fischer och Geoffrey Wilkinson 1973 tilldelades nobelpriset i kemi för sina studier av metallocener.

### Viktiga årtal inom metallorganisk kemi
- 1760 - Louis Claude Cadet undersöker bläck baserat på koboltsalter och renframställer kakodyl från koboltmineral som innehåller arsenik.
- 1827 - Zeises salt blir det första platina/olefin-komplex som framställs.
- 1848 - Edward Frankland upptäcker dietylzink.
- 1863 - Charles Friedel och James Crafts framställer klororganiska silaner.
- 1890 - Ludwig Mond upptäcker nickelkarbonyl.
- 1899 - Victor Grignard inför Grignardreaktionen.
- 1900 - Paul Sabatier arbetar med hydrogenering av organiska föreningar med metallkatalysatorer. Hydrogenering av fetter får betydelse inom livsmedelsindustrin, exempelvis för margarinframställning.
- 1909 - Paul Ehrlich inför salvarsan, en arsenikorganisk förening, för behandling av syfilis.
- 1912 - Nobelpriset i kemi tilldelas Victor Grignard och Paul Sabatier.
- 1930 - Henry Gilman arbetar med litiumkuprater, så kallade Gilmanreagens.
- 1951 - Ferrocen upptäcks.
- 1963 - Nobelpriset i kemi tilldelas Karl Ziegler och Giulio Natta för Ziegler-Natta-processen.
- 1965 - Upptäckt av cyklobutadienjärntrikarbonyl.
- 1968 - Heckreaktionen upptäcks av Richard F. Heck.
- 1973 - Nobelpriset i kemi tilldelas Geoffrey Wilkinson och Ernst Otto Fischer för sandwichföreningar såsom metallocener.
- 2001 - Nobelpriset i kemi tilldelas William S. Knowles och Ryoji Noyori för asymmetrisk katalys.
- 2005 - Nobelpriset i kemi tilldelas Yves Chauvin, Robert Grubbs, och Richard Schrock för metallkatalyserad alkenmetates.
- 2010 - Nobelpriset i kemi tilldelas Richard F. Heck, Ei-ichi Negishi och Akira Suzuki.